# Sutusinjang
Sutusinjang (Schreibvariante: Sutu Sinjang) ist eine Ortschaft im westafrikanischen Staat Gambia.
Nach einer Berechnung für das Jahr 2013 leben dort etwa 1588 Einwohner. Das Ergebnis der letzten veröffentlichten Volkszählung von 1993 beträgt 980.

## Geographie
Sutusinjang liegt in der West Coast Region, Distrikt Foni Brefet. Der Ort liegt an der South Bank Road, rund drei Kilometer westlich von Bessi und 3,6 Kilometer östlich von Bulok entfernt.

## Kultur und Sehenswürdigkeiten
Bei Sutusinjang ist ein heiliger Baum als Kultstätte unter den Namen Tungo-To bekannt.